# Poesia (periodico 1988)
(Nicola Crocetti, articolo-intervista di Paolo Foschini apparsa sul Corriere della Sera del 12 gennaio 2008, pag. 41)
Poesia. Mensile internazionale di cultura poetica è una rivista mensile di cultura poetica fondata nel 1988; è diretta dal grecista Nicola Crocetti, che ne è anche l'editore. Dal 2020 fa parte del gruppo Feltrinelli

## Descrizione
La rivista è tra i periodici più diffusi nel suo genere. Il progetto grafico è a cura di Andrea Basile.
Il comitato di redazione è stato negli anni formato da: Massimo Bacigalupo, Donatella Bisutti, Yves Bonnefoy, Roberto Carifi, Arnaldo Colasanti, Milo De Angelis, Enzo Di Mauro, Luigi Forte, Marco Forti, Nicola Gardini, Bruno Gentili, Cesare Greppi, Tony Harrison, Seamus Heaney, Barbara Lanati, Franco Loi, Angelo Lumelli, Lucio Mariani, Predrag Matvejević, Paul Muldoon, Daniele Piccini, Marina Pizzi, Giancarlo Pontiggia, Roberto Rossi Precerutti, Antonio Prete, Silvio Ramat, Mario Richter, Jacqueline Risset, Ezio Savino, Maria Luisa Spaziani, Tomas Tranströmer, Derek Walcott, Adam Zagajewski.
Il centesimo numero della rivista è stato celebrato nel novembre 1996 con la pubblicazione di articoli su ventisette poeti Premi Nobel per la letteratura.
Il 14 gennaio 2008 si è celebrato il ventesimo anno di pubblicazione al Palazzo Reale di Milano nella sala delle Cariatidi, con l'intervento di ospiti prestigiosi tra cui: Seamus Heaney, premio Nobel irlandese; Yves Bonnefoy, poeta, traduttore e critico d'arte francese e Tony Harrison, uno dei maggiori poeti viventi inglesi (che dichiarò: "Sono stato in tutti i Paesi del mondo e conosco tutte le riviste di poesia del mondo, ma posso dirvi che «Poesia» è la più bella di tutte).
La rivista, che ha redazioni fisse anche a Londra e New York, è l'organo ufficiale dell'Associazione Culturale POESIA.

## Logo

1988-1990
1991-2006
2006-2015
Dal giugno 2020